# ستان مارس
ستان مارس (بالإنجليزية: Stan March)‏ (26 ديسمبر 1938 في المملكة المتحدة - ) هو لاعب كرة قدم بريطاني في مركز مهاجم داخلي. لعب مع بورت فايل وماكليسفيلد تاون وستافورد رينجرز وMossley A.F.C. ‏ ونادي ألترينتشام.